# Fred McGrew Donner
Fred McGraw Donner (Washington, 30 settembre 1945) è un islamista e storico statunitense.

## Biografia
Professore di Near Eastern History nell'Università di Chicago, Fred Donner è cresciuto a Basking Ridge (New Jersey), dove ha studiato nelle scuole pubbliche. Si iscrisse all'Università di Princeton dove conseguì il baccellierato in Oriental Studies nel 1968, interrompendo i suoi studi dal 1966 al 1967 per seguire i corsi di lingua araba in Libano. Dal 1968 al 1970 ha servito il suo Paese nell'U. S. Army Security Agency a Herzogenaurach Germania, per poi riprendere gli studi per un anno nella Friedrich-Alexander Universitāt a Erlangen (Germania), seguendo i corsi di Orientalische Philologie nell'A.A. 1970–1971 prima di tornare a Princeton per il PhD, conseguito in Near Eastern Studies nel 1975.
Ha insegnato Middle Eastern history nel Dipartimento di Storia nella Yale University dal 1975 al 1982, prima di ricoprire il posto di Professore nella University of Chicago nel 1982 (The Oriental Institute and Department of Near Eastern Languages and Civilizations). È stato direttore del suo Dipartimento (1997–2002) e direttore dell'University's Center for Middle Eastern Studies (dal 2009 ad oggi).

## Carriera accademica
Il suo libro The Early Islamic Conquests (Princeton, 1981) è stato definito magistrale e un grande contributo alla conoscenza della prima storia islamica" (International Journal of Middle East Studies); tanto da essere indicato come libro di testo in numerosi corsi universitari. Ha anche tradotto un volume della storia di Ṭabarī, curata da E. Yarshater per la State University of New York. Il suo libro Muhammad and the Believers: At the Origins of Islam, un resoconto dei primi anni del movimento spirituale che sarebbe poi stato indicato come Islam, è stato pubblicato dalla Harvard University Press nel maggio del 2010, per essere tradotto tra l'altro, in italiano dalla casa editrice torinese Einaudi nel 2011.
La tesi sviluppata qui da Donner è che ciò che sarà chiamato "Islam" iniziò come un "movimento di credenti" monoteistico, inaugurato dal profeta Maometto (m. 632), includente cristiani e israeliti, come pure un certo numero di quei generici monoteisti che seguivano gli insegnamenti, enunciati oralmente, del Corano. Questa tesi era stata inizialmente presentata nel 1993 nel workshop londinese "Late Antiquity and Early Islam", e poi pubblicata nel suo articolo "From Believers to Muslims", apparso sulla rivista specialistica al-Abhath, 50-51 (2002–2003), pp. 9–53.
Nel suo Narratives of Islamic Origins egli sostiene la redazione in epoca sostanzialmente antica del testo coranico, collocandosi dunque su una linea opposta a quella sostenuta a suo tempo da John Wansbrough e Yehuda D. Nevo, favorevoli a collocare la canonizzazione del sacro testo in un periodo tardo.
Nel 2007 è stato insignito dell'onorificenza della Guggenheim Fellowship per il suo esame dei papiri arabi del I secolo dell'Islam (VII secolo) delle collezioni di Parigi, Vienna, Oxford e Heidelberg.
Donner è direttore della rivista Al-Usur al-Wusta: The Bulletin of Middle East Medievalists.
Donner è stato eletto nel 2011 Presidente della Middle East Studies Association of North America (MESA).

## Opere
- The Early Islamic Conquests (Princeton University Press, 1981) ISBN 0-691-05327-8 (Internet History Sourcebooks Project: e-text (chapter VI) Archiviato il 24 dicembre 2013 in Internet Archive.)
- The History of al-Tabari (Vol. 10): The Conquest of Arabia (State University of New York Press, 1993) ISBN 0-7914-1072-2 (traduzione)
- Narratives of Islamic Origins: The Beginnings of Islamic Historical Writing (Darwin Press; 1998) ISBN 0-87850-127-4
- Muhammad and the Believers. At the Origins of Islam (Harvard University Press; 2010) ISBN 978-0-674-05097-6 (trad. italiana Maometto e le origini dell'islam, Torino, Einaudi, 2011)